# Bernard Rollin
Bernard Elliot Rollin (18 février 1943 - 19 novembre 2021) est un philosophe américain, professeur émérite de philosophie, de sciences animales et de Sciences biomédicales à l'Université d'État du Colorado. Il est considéré comme le "père de l'éthique médicale vétérinaire".

## Biographie
Bernard Elliot Rollin est né à Brooklyn, New York, en 1943. Il obtient son BA en philosophie du City College de New York en 1964 et son doctorat en philosophie de l'Université Columbia en 1972. Rollin rencontre sa future épouse Linda alors qu'il étudie au City College de New York ; ils se marient en 1964 et ont un fils.
En 1969, Rollin rejoint le département de philosophie de la Colorado State University. Il se spécialise dans les droits des animaux et la philosophie de la conscience et est l'auteur d'un certain nombre de livres reconnus dans le domaine. Ses premiers livres, qui comptent parmi les premiers sur l'éthique animale à l'époque, comprennent Animal Rights and Human Morality (1981), publié deux ans avant The Case for Animal Rights de Tom Regan, et The Unheeded Cry: Animal Consciousness, Animal Douleur et scientific change (1988). Il publie également Farm Animal Welfare (1995) et Science and Ethics (2006). Il est également co-éditeur des deux volumes, The Experimental Animal in Biomedical Research (1989 et 1995). Il publie ses mémoires en 2011, Putting the Horse Before Descartes.
Il figure en bonne place dans le film sur le spécisme, The Superior Human?, dans lequel il analyse l'idéologie de René Descartes pour aider à montrer que les animaux peuvent penser et sentir,. Il aide à rédiger les amendements de 1985 à la loi sur la protection des animaux. En 2016, il reçoit un Lifetime Achievement Award for Excellence in Research Ethics de Public Responsibility in Medicine and Research.
Rollin est membre du Conseil consultatif d'experts scientifiques (SEAC), pour le groupe australien de protection des animaux Voiceless, l'institut de protection des animaux. SEAC est un groupe d'universitaires du monde entier qui aide Voiceless à produire des recherches et des publications de qualité qui exposent la cruauté envers les animaux légalisée et éclairent le débat public. Il est également membre du conseil d'administration de Farm Forward, une organisation 501(c)(3) qui met en œuvre des stratégies innovantes pour promouvoir des choix alimentaires conscients, réduire la souffrance des animaux d'élevage et faire progresser l'agriculture durable .
En 2019, Rollin célèbre ses 50 ans de carrière à la Colorado State University. Lui et sa femme Linda, professeur de philosophie à la Colorado State University, prennent leur retraite en décembre 2020.
Rollin est décédé à Fort Collins, Colorado, le 19 novembre 2021, à l'âge de 78 ans.

## Livres
- Natural and conventional meaning: An examination of the distinction, Mouton, 1976 (ISBN 90-279-3274-3, lire en ligne )
- Animal Rights & Human Morality, Prometheus Books, 1981 (ISBN 1-59102-421-8)
- The Teaching of Responsibility, Universities Federation for Animal Welfare (UFAW), 1983 (ISBN 0-900767-33-2)
- with M. Lynne Kesel (eds.). The Experimental Animal in Biomedical Research: A Survey of Scientific and Ethical Issues for Investigators, Volume I. CRC Press (1989).  (ISBN 0-8493-4981-8)
- Farm Animal Welfare: School, Bioethical, and Research Issues, Iowa State Press, 1995 (ISBN 0-8138-2563-6)
- The Frankenstein Syndrome: Ethical and Social Issues in the Genetic Engineering of Animals, Cambridge University Press, 1995 (ISBN 0-521-47807-3)
- The Unheeded Cry, Wiley, 1999 (ISBN 0-8138-2575-X)
- with David W. Ramey. Complementary and Alternative Veterinary Medicine Considered. Wiley-Blackwell (2003).  (ISBN 0-8138-2616-0).
- with G. John Benson. The Well-Being of Farm Animals: Challenges and Solutions. Wiley-Blackwell (2003).  (ISBN 0-8138-0473-6)
- Science and Ethics, Cambridge University Press, 2006 (ISBN 0-521-67418-2)
- An Introduction to Veterinary Medical Ethics: Theory And Cases, Second Edition, Wiley-Blackwell, 2006 (ISBN 0-8138-0399-3)
- Putting the Horse before Descartes: My Life's Work on Behalf of Animals . Temple University Press (2011).  (ISBN 978-1592138258)